# Popó Bueno
Paulo Eduardo Ferro Costa Galvão Bueno, conhecido como Popó Bueno, (Rio de Janeiro, 24 de maio de 1978) é um automobilista brasileiro. É filho do narrador brasileiro Galvão Bueno e irmão do pentacampeão de Stock Car, Cacá Bueno.

## Trajetória esportiva
Foi no kart que Popó Bueno descobriu sua vocação para o automobilismo. Aos nove anos de idade, começou a participar do campeonato carioca, e dois anos depois foi campeão cadete no Kartódromo do Rio de Janeiro, em 1989.
Por causa das más notas na escola, teve que se afastar das pistas. O interesse pelas corridas voltou em 1997, ano que participou da Fórmula Fiat. Seu segundo campeonato foi a antiga Fórmula Rio, na qual ficou com a terceira colocação. Em 1999, estreou na Fórmula Chevrolet, sagrando-se campeão na temporada de 2000.
A vitória abriu as portas para a Fórmula Renault Européia, na qual Popó correu em 2001 e 2002. O período foi marcado por altos e baixos, além de um grave acidente sofrido em Monza pelo piloto. Em 2003, ele decidiu direcionar sua carreira para o Brasil e ingressou na Stock Car.
Popó completa sua décima temporada na Stock Car em 2013. Seu melhor ano foi 2011, quando terminou em terceira colocação, obtendo dois pódios e fazendo a primeira dobradinha entre irmãos na história da Stock Car na etapa de Jacarepaguá. Atualmente defende a equipe Shell Racing.
Entre 2010 e 2012 participou da Copa Fiat pela equipe GT Competições, em parceria com seu irmão Cacá. Em 36 corridas, Popó obteve duas vitórias, sete pódios, uma pole position e uma volta mais rápida, sendo vice-campeão em 2011.

### Resultados na Stock Car
Corrida em negrito significa pole position; corrida em itálico significa volta mais rápida
| Ano  | Equipe              | Carro            | 1       | 2       | 3       | 4       | 5       | 6       | 7       | 8       | 9       | 10      | 11      | 12      | Classificação | Pontos |
| ---- | ------------------- | ---------------- | ------- | ------- | ------- | ------- | ------- | ------- | ------- | ------- | ------- | ------- | ------- | ------- | ------------- | ------ |
| 2003 | RS Competições      | Chevrolet Vectra | CTB 12  | CGD 29  | SAO 13  | RIO 25  | LON 10  | SAO Ret | CTB 12  | CGD Ret | RIO 12  | BSB Ret | CTB Ret | SAO 11  | 21º           | 26     |
| 2004 | WB Motorsports      | Chevrolet Astra  | CTB Ret | SAO Ret | TAR Ret | LON 17  | RIO 19  | SAO Ret | CTB 4   | LON 11  | RIO 3   | BSB Ret | CGD Ret | SAO Ret | 15º           | 37     |
| 2005 | WB Motorsports      | Chevrolet Astra  | SAO 20  | CTB Ret | RIO Ret | SAO Ret | CTB 22  | LON Ret | BSB Ret | SCZ 13  | TAR Ret | ARG Ret | RIO Ret | SAO Ret | 29º           | 12     |
| 2006 | Hot Car Competições | Chevrolet Astra  | SAO Ret | CTB 6   | CGD 9   | SAO Ret | LON 13  | CTB 4   | SCZ 11  | BSB 14  | TAR Ret | ARG 31  | RIO Ret | SAO 4   | 17º           | 41     |
| 2007 | Hot Car Competições | Chevrolet Astra  | SAO 15  | CTB Ret | CGD 13  | SAO Ret | LON Ret | SCZ 9   | CTB 8   | BSB Ret | ARG 3   | TAR Ret | RIO Ret | SAO Ret | 18°           | 40     |
| 2008 | Hot Car Competições | Chevrolet Astra  | SAO 8   | BSB 6   | CTB 19  | SCZ Ret | CGD 8   | SAO 9   | RIO 19  | LON 7   | CTB 10  | BSB 6   | TAR Ret | SAO Ret | 7°            | 222    |
| 2009 | Hot Car Competições | Chevrolet Vectra | SAO 20  | CTB Ret | BSB 16  | SCZ 7   | SAO Ret | SAL Ret | RIO 20  | CGD 13  | CTB 21  | BSB Ret | TAR 2   | SAO 16  | 22°           | 32     |
| 2010 | A. Mattheis         | Chevrolet Vectra | SAO Ret | CTB 16  | VEL 4   | RIO Ret | RBP 26  | SAL 6   | SAO 11  | GGD 4   | LON 12  | SCZ 10  | BSB 13  | CTB Ret | 10º           | 219    |
| 2011 | A. Mattheis         | Chevrolet Vectra | CTB 6   | SAO 10  | RBP 10  | VEL 8   | CGD 7   | RIO 2   | SAO 7   | SAL 22  | SCZ 7   | LON 4   | BSB 24  | VEL 2   | 3º            | 253    |
| 2012 | Linea Sucralose     | Chevrolet Sonic  | SAO Ret | CTB 26  | VEL Ret | RBP 18  | LON 17  | RIO 12  | SAL 19  | CAS 23  | TAR 17  | CTB Ret | BSB 18  | SAO 11  | 22º           | 49     |
| 2013 | Shell Racing        | Peugeot 408      | SAO 21  | CTB 16  | TAR 22  | SAL 9   | BSB DSQ | CAS DSQ | RBP 13  | CAS 16  | VEL 10  | CTB 16  | BSB 18  | SAO 22  | 25º           | 49     |

### Stock Car após 2014
Corrida em negrito significa pole position; corrida em itálico significa volta mais rápida.
| Ano  | Equipe       | Carro           | 1      | 2      | 3       | 4      | 5     | 6       | 7       | 8      | 9      | 10    | 11     | 12     | 13     | 14     | 15     | 16      | 17     | 18     | 19      | 20     | 21     | Classificação | Pontos |
| ---- | ------------ | --------------- | ------ | ------ | ------- | ------ | ----- | ------- | ------- | ------ | ------ | ----- | ------ | ------ | ------ | ------ | ------ | ------- | ------ | ------ | ------- | ------ | ------ | ------------- | ------ |
| 2014 | Shell Racing | Chevrolet Sonic | SAO 10 | SCZ 12 | SCZ Ret | BSB 13 | BSB 6 | GOI Ret | GOI DNS | GOI 22 | CAS 13 | CAS 6 | CTB 17 | CTB 19 | VEL 20 | VEL 19 | SCZ 25 | SCZ Ret | TAR 18 | TAR 17 | SAL Ret | SAL 17 | CTB 11 | 21º           | 72     |

### Resultados na Copa Fiat Brasil
Corrida em negrito significa pole position; corrida em itálico significa volta mais rápida.
| Ano  | Equipe         | Carro      | 1       | 2       | 3      | 4      | 5      | 6       | 7       | 8       | 9     | 10      | 11    | 12    | Classificação | Pontos |
| ---- | -------------- | ---------- | ------- | ------- | ------ | ------ | ------ | ------- | ------- | ------- | ----- | ------- | ----- | ----- | ------------- | ------ |
| 2010 | GT Competições | Fiat Linea | RIO 1   | RIO 10  | LON 10 | LON 11 | SAO 8  | SAO 18  | CTB 14  | CTB DSQ | BSB 4 | BSB 4   | SCZ 8 | SCZ 9 | 9º            | 45     |
| 2011 | GT Competições | Fiat Linea | SAO 1   | SAO Ret | BSB 4  | BSB 2  | LON 13 | LON Ret | SAO 2   | SAO 8   | CTB 8 | CTB 8   | VEL 3 | VEL 7 | 2°            | 75     |
| 2012 | GT Competições | Fiat Linea | LON Ret | GOI 6   | GOI 2  | CTB 7  | CTB 7  | CTB 12  | SAO Ret | SAO 5   | BSB 5 | BSB Ret | VEL 5 | VEL 3 | 6°            | 56     |

## Conquistas
1989
- Campeão carioca de kart – cadete
- Campeonato carioca de kart – júnior menor

quatro pódios
1997
- 6º lugar no Campeonato Brasileiro de Fórmula Fiat Turismo – Uno Novatos

Duas vitórias (Guaporé e Rio de Janeiro)
1998
- 3º lugar no Campeonato de Fórmula Rio

1999
- Campeonato Brasileiro de Fórmula Chevrolet

2000
- Campeão Brasileiro de Fórmula Chevrolet

Uma vitória (São Paulo)
Vice-campeão quatro vezes (Guaporé, Curitiba, Goiânia e Rio)
2001 e 2002
- Campeonatos Italiano e Europeu de F-Renault

2003
- Campeonato Brasileiro de Stock Car V8 – 21° lugar

2004
- Campeonato Brasileiro de Stock Car V8 – 15° lugar

Um terceiro lugar e uma pole position
2005
- Campeonato Brasileiro de Stock Car V8 – 29º lugar

2006
- Campeonato Brasileiro de Stock Car V8 – 17 º lugar

2007
- Campeonato Brasileiro de Stock Car V8 - 18° lugar

Um terceiro lugar
2008
- Campeonato Brasileiro de Stock Car V8 - 7° lugar

2009
- Campeonato Brasileiro de Stock Car V8 - 22° lugar

Um segundo lugar
2010
- Campeonato Brasileiro de Stock Car V8 - 10° lugar
- Copa Fiat Brasil - 9° lugar

Uma vitória e um pódio
2011
- Campeonato Brasileiro de Stock Car V8 - 3° lugar

Dois segundos lugares
- Copa Fiat Brasil - 2° lugar

Uma vitória, quatro pódios e uma pole position
2012
- Campeonato Brasileiro de Stock Car V8 - 22° lugar
- Copa Fiat Brasil - 6° lugar

Um segundo lugar, um terceiro lugar e uma volta mais rápida
2013
- Campeonato Brasileiro de Stock Car V8 - 25° lugar

2014
- Campeonato Brasileiro de Stock Car V8 - 21° lugar